# My All
"My All" là một bài hát của nghệ sĩ thu âm người Mỹ Mariah Carey nằm trong album phòng thu thứ sáu của cô, Butterfly (1997). Nó được phát hành như là đĩa đơn thứ tư trích từ album (thứ hai dưới hình thức thương mại) vào ngày 21 tháng 4 năm 1998 bởi Columbia Records. Bài hát được đồng viết lời và sản xuất bởi Carey với Walter Afanasieff, cộng tác viên quen thuộc xuyên suốt sự nghiệp của cô. "My All" được xây dựng xung quanh những giai điệu hợp âm guitar của nhạc Latinh với việc sử dụng tinh tế bộ gõ Latinh xuyên suốt đoạn điệp khúc đầu tiên, trước khi được biến đổi theo phong cách R&B đương đại quen thuộc, trong đó nội dung đề cập đến tuyên bố của một người phụ nữ cô đơn rằng cô sẽ đánh đổi "tất cả" để có thể bên cạnh người yêu đang xa cách của mình. Carey đã được truyền cảm hứng để sáng tác bài hát và sử dụng những giai điệu ảnh hưởng từ âm nhạc Latinh sau một chuyến du lịch đến Puerto Rico, nơi cô bị thu hút và ảnh hưởng bởi nền văn hóa ở đây.
Hai bản phối lại khác nhau đã được thực hiện cho "My All", trong đó phiên bản đầu tiên với tên gọi "My All/Stay Awhile" (So So Def Remix) được sản xuất bởi Jermaine Dupri và hợp tác với Lord Tariq & Peter Gunz, bên cạnh một phiên bản được phối lại bởi David Morales. Ngoài ra, Carey còn thu âm một phiên bản tiếng Tây Ban Nha cho bài hát với tiêu đề "Mi Todo". Sau khi phát hành, "My All" nhận được những phản ứng tích cực từ các nhà phê bình âm nhạc, trong đó họ đánh giá cao giai điệu mượt mà, chất giọng của Carey và quá trình sản xuất nó. Bài hát cũng tiếp nhận những thành công đáng kể về mặt thương mại với việc lọt vào top 10 ở một số quốc gia trên thế giới, bao gồm những thị trường nổi bật như Pháp, Tây Ban Nha, Thụy Sĩ và Vương quốc Anh. Tại Hoa Kỳ, nó đạt vị trí số một trên bảng xếp hạng Billboard Hot 100 trong một tuần, trở thành đĩa đơn quán quân thứ 13 trong sự nghiệp của Carey và giúp cô nâng cao kỷ lục cho nghệ sĩ nữ nắm giữ nhiều đĩa đơn số một nhất tại đây.
Video ca nhạc cho "My All" được đạo diễn bởi Herb Ritts, trong đó bao gồm những cảnh Carey nằm trên một chiếc tàu bị chìm và đau buồn vì người yêu đã ra đi, xen kẽ với những hình ảnh cô tưởng tượng khi gặp người yêu trên đỉnh ngọn hải đăng và bên nhau ngắm bầu trời đêm. Để quảng bá bài hát, nữ ca sĩ đã trình diễn nó trên nhiều chương trình truyền hình và lễ trao giải lớn (thỉnh thoảng kết hợp giữa bản gốc và bản phối lại "My All/Stay Awhile"), bao gồm Saturday Night Live, Top of the Pops, The Rosie O'Donnell Show, VH1 Divas năm 1998, giải thưởng Giải trí Blockbuster năm 1998 và giải thưởng Âm nhạc Thế giới 1998, cũng như trong nhiều chuyến lưu diễn của cô. Kể từ khi phát hành, "My All" đã xuất hiện trong nhiều album tuyển tập của Carey, như #1's (1998), Greatest Hits (2001), The Ballads (2008) và #1 to Infinity (2015). Ngoài ra, nó còn được hát lại và sử dụng làm nhạc mẫu bởi nhiều nghệ sĩ, bao gồm Shanice, Jordin Sparks, Jessica Sanchez và Melanie Faye.

## Danh sách bài hát
| Đĩa CD tại châu Âu 1. "My All" (bản album) – 3:51 2. "My All" (Classic Radio Club phối) – 4:15 Đĩa CD maxi tại châu Âu 1. "My All/Stay Awhile (So So Def phối với Lord Tariq & Peter Gunz) – 4:33 2. "My All/Stay Awhile (So So Def Mix không rap) – 3:46 3. "My All (Morales Def Club phối) – 7:16 4. "My All (Full Crew Main phối) – 4:38 Đĩa CD tại Anh quốc 1. "My All" (bản album) – 3:51 2. "My All" (Morales Classic Radio phối) – 4:21 3. "My All" (Morales Classic Club phối) – 9:06 4. "My All" (Full Crew Main phối) – 4:40 5. "My All" (Full Crew Radio phối) – 3:57 | Đĩa CD tại Hoa Kỳ 1. "My All" – 3:51 2. "Breakdown" – 4:58 Đĩa CD Maxi tại Hoa Kỳ 1. "My All" (bản album) – 3:51 2. "My All (Classic Club phối) – 9:06 3. "Breakdown (The Mo Thugs phối lại) – 4:58 4. "The Roof (Remix With Mobb Deep) – 5:29 5. "Fly Away (Fly Away Club phối) – 9:50 Đĩa 12" tại Hoa Kỳ 1. "My All" (Classic Club phối) – 9:06 2. "The Roof" (Mobb Deep phối) – 5:29 3. "Breakdown" (The Mo'Thugs phối lại) – 4:58 4. "Fly Away" (Butterfly Reprise) (Fly Away Club phối) – 9:50 |

## Thành phần thực hiện
Thành phần thực hiện được trích từ ghi chú của Butterfly, Columbia Records.
Thu âm
- Thu âm tại Crave Studios (Thành phố New York, New York), WallyWorld (California) và The Hit Factory (Thành phố New York, New York)
- Phối khí tại Crave Studios (Thành phố New York, New York)
- Master tại Gateway Mastering (Portland, Maine)

Quản lý
- Xuất bản bởi Sony/ATV Songs LLC, Rye Songs (BMI)/Sony/ATV Tunes LLC và WallyWorld Music
- Bản quyền được sở hữu bởi Sony/ATV Music Publishing

Thành phần
- Mariah Carey – giọng hát, viết lời, thu âm, cải biên
- Walter Afanasieff – viết lời, sản xuất, cải biên, đàn phím, cải biên, synthesizer, lập trình
- Dan Shea – hỗ trợ đàn phím, trống, lập trình giai điệu, phác họa âm thanh, lập trình vi tính
- Dana Jon Chappelle – kỹ sư
- Mike Scott – kỹ sư âm thanh
- Ian Dalsemer – kỹ sư hỗ trợ
- Mick Guzauski – phối khí
- Bob Ludwig – master

## Xếp hạng
| Bảng xếp hạng (1998)                     | Vị trí cao nhất |
| ---------------------------------------- | --------------- |
| Úc (ARIA)                                | 39              |
| Áo (Ö3 Austria Top 40)                   | 31              |
| Bỉ (Ultratop 50 Flanders)                | 38              |
| Bỉ (Ultratop 50 Wallonia)                | 9               |
| Canada (RPM)                             | 28              |
| Canada Adult Contemporary (RPM)          | 14              |
| Châu Âu (European Hot 100 Singles)       | 9               |
| Pháp (SNEP)                              | 6               |
| Đức (Official German Charts)             | 30              |
| Ireland (IRMA)                           | 21              |
| Hà Lan (Dutch Top 40)                    | 32              |
| Hà Lan (Single Top 100)                  | 32              |
| New Zealand (Recorded Music NZ)          | 21              |
| Na Uy (VG-lista)                         | 15              |
| Tây Ban Nha (PROMUSICAE)                 | 9               |
| Thụy Điển (Sverigetopplistan)            | 14              |
| Thụy Sĩ (Schweizer Hitparade)            | 7               |
| Anh Quốc (OCC)                           | 4               |
| Hoa Kỳ Billboard Hot 100                 | 1               |
| Hoa Kỳ Adult Contemporary (Billboard)    | 18              |
| Hoa Kỳ Dance Club Songs (Billboard)      | 5               |
| Hoa Kỳ Hot R&B/Hip-Hop Songs (Billboard) | 4               |
| Hoa Kỳ Pop Airplay (Billboard)           | 18              |
| Hoa Kỳ Rhythmic (Billboard)              | 8               |

| Bảng xếp hạng (1998)                 | Vị trí |
| ------------------------------------ | ------ |
| Belgium (Ultratop 50 Wallonia)       | 59     |
| Canada Adult Contemporary (RPM)      | 82     |
| Europe (European Hot 100 Singles)    | 76     |
| France (SNEP)                        | 35     |
| Netherlands (Dutch Top 40)           | 206    |
| Sweden (Sverigetopplistan)           | 78     |
| Switzerland (Schweizer Hitparade)    | 41     |
| UK Singles (Official Charts Company) | 130    |
| US Billboard Hot 100                 | 17     |
| US Hot R&B/Hip-Hop Songs (Billboard) | 24     |

| Bảng xếp hạng (1990-99) | Vị trí |
| ----------------------- | ------ |
| US Billboard Hot 100    | 99     |

## Chứng nhận
| Quốc gia | Chứng nhận | Số đơn vị/doanh số chứng nhận |
| --- | ---------- | ----------------------------- |
| Pháp (SNEP) | Bạc        | 210,000                       |
| Anh Quốc (BPI) | Bạc        | 200.000‡                      |
| Hoa Kỳ (RIAA) | Bạch kim   | 1,484,000                     |
| * Chứng nhận dựa theo doanh số tiêu thụ. ^ Chứng nhận dựa theo doanh số nhập hàng. ‡ Chứng nhận dựa theo doanh số tiêu thụ và phát trực tuyến. |            |                               |